# アラム・カオス
アラム・カオス (Aram Chaos) は、火星の北緯2.6度、西経21.5度を中心とした激しく浸食を受けたクレーター。マリネリス渓谷の東端に位置する。様々な作用によって円形だったクレーターはカオス地形へと変えられていった。衛星軌道上からの分光学的観察では赤鉄鉱の存在が示されており、かつて水があった痕跡だと考えられる。